# Spedizione alle isole Baleari
Con spedizione alle isole Baleari, si intende una crociata effettuata tra il 1113 e il 1115 da un esercito cristiano, guidato dalla Repubblica di Pisa e composto di forze dell'Italia centro-settentrionale ed insulare, catalane ed occitane, contro la taifa delle Isole Baleari. La spedizione terminò nel 1115 con la conquista delle isole Baleari, ma il dominio durò solo un anno. La principale fonte di informazioni riguardo a questa spedizione è il pisano Liber maiorichinus, scritto nel 1125.
I crociati erano forse ispirati dall'attacco del re norvegese Sigurd I a Formentera nel 1108 e nel 1109, durante la crociata norvegese.

## Trattato e preparativi
All'inizio del XII secolo le Isole Baleari erano una taifa, ossia uno dei piccoli Stati musulmani sorti nella Penisola iberica a seguito della dissoluzione del Califfato degli Omayyadi nel 1031.
Nel 1085 Papa Gregorio VII concesse a Pisa la sovranità sulle isole Baleari.
Nel 1113 la Repubblica di Pisa armò quindi una flotta, partendo nel mese di agosto per una spedizione verso Maiorca. Un mese dopo i crociati vennero deviati da una tempesta ed approdarono nei pressi di Blanes, sulla costa catalana, che inizialmente fu scambiata dai comandanti per le Baleari. I pisani incontrarono Raimondo Berengario III, conte di Barcellona, nel porto di Sant Feliu de Guíxols, dove il 7 settembre firmarono un trattato causa corroborandae societatis et amicitiae ("per cooperazione sociale ed amicizia"). In particolare i pisani erano esentati dall'usagium e dallo jus naufragii in tutti i territori, nel presente e futuro, della Contea di Barcellona, anche se Arles e Saint-Gilles nella neoacquisita contea di Provenza furono citate a parte.
La sola copia sopravvissuta del trattato tra Pisa e Barcellona si trova in un documento che Giacomo I d'Aragona diede a Pisa nel 1233. Afferma che l'incontro non fu pianificato, ma apparentemente deciso da Dio. Alcuni studiosi hanno avanzato dubbi riguardo alla mancanza di accordi preventivi, dicendo che la rapida risposta dei catalani alla presenza dei pisani era di per sé una prova evidente di precedenti accordi. L'attribuzione dell'incontro alla sola Provvidenza avrebbe permesso di aggiungere una "aura di sacralità" all'alleanza ed alla crociata.
La parte a noi rimasta del trattato non fa riferimento ad eventuali cooperazioni militari contro Majorca; forse questo accordo fu orale, o forse si è persa una parte dello scritto, ma fu organizzata una crociata per il 1114. L'obiettivo principale era la liberazione dei prigionieri cristiani e la soppressione della pirateria musulmana. Buona parte della flotta pisana tornò in patria, mentre alcune navi danneggiate dalla tempesta rimasero per le riparazioni ed un contingente militare rimase per costruire armi da assedio. Nella primavera del 1114 una nuova flotta di otto navi giunse da Pisa, costeggiando la Francia e sostando brevemente a Marsiglia.
La flotta portò con sé il Cardinal Bosone, emissario di Papa Pasquale II, che aveva vigorosamente sostenuto la spedizione autorizzandola con una bolla nel 1113. Pasquale II aveva anche concesso ai Pisani i Romana signa, sedis apostolicae vexillum ("stendardo romano, bandiera della sede apostolica"), ed il suo appoggio all'iniziativa portò i suoi frutti. Oltre alle 300 navi pisane, ve ne furono 120 catalane ed occitane, con un grande esercito imbarcato; contingenti dai Liberi comuni italiani di Firenze, Siena, Lucca e Pistoia; dallo Stato Vaticano e dal Vescovato di Volterra; nonché dalla Sardegna e Corsica guidati da Saltaro, figliastro di Costantino I di Torres. Tra i principi catalani vi furono il già citato Raimondo Berengario, Ugo II di Empúries e Ramon Folc II of Cardona. I più importanti signori d'Occitania parteciparono: Guglielmo V di Montpellier, con venti navi; Aimerico II di Narbona, con venti navi; e Raimondo I di Baux, con sette navi. Anche Bernard Ato IV, capo della famiglia di Trencavel, prese parte alla spedizione. Raimondo Berengario e la moglie, Dolce, raccolsero 100 maravedí da Ramon Guillem, il vescovo di Barcellona, per finanziare la spedizione.

## Conquista e sconfitta
Le flotte crociate saccheggiarono Ibiza a giugno, e ne distrussero le difese, dato che si trovava tra Maiorca e la terraferma ed avrebbe rappresentato un'eterna minaccia durante l'assedio. Il Liber maiolichinus ricorda anche la cattura di prigionieri, che tentavano di nascondersi in careae (probabilmente grotte), a Formentera. Ibiza fu sotto il controllo crociato fin da agosto. I crociati giunsero a Palma di Maiorca nell'agosto del 1114. Mentre l'assedio si trascinava, i conti di Barcellona ed Empúries intavolarono trattati di pace col regnante musulmano di Maiorca, ma il cardinale e Pietro Moriconi, Arcivescovo di Pisa, si intromisero per far terminare le discussioni. Probabilmente i regnanti catalani, le cui terre si trovavano vicino alle Baleari, si aspettavano un pagamento annuo di parias (tributi) dai musulmani, e la cessazione dei raid di pirati in cambio del ritiro dell'assedio.
I rinforzi musulmani, Almoravidi provenienti dal porto iberico di Dénia, sorpresero una flotta pisana di sei navi al largo di Ibiza, con due soli vascelli pisani che riuscirono a mettersi in salvo all'interno di una fortezza incendiata dal Re di Norvegia dieci anni prima. Nell'aprile 1115 la città capitolò e tutta la sua popolazione fu resa schiava. Questa vittoria fu seguita dalla conquista di molti dei principali insediamenti delle Baleari e dalla liberazione di molti prigionieri cristiani. Il regnante musulmano del taifa fu riportato a Pisa come prigioniero. La più grande vittoria, comunque, fu la cancellazione della pirateria di Maiorca.
La conquista delle Baleari durò solo qualche mese: nel 1116, infatti, le isole furono riconquistate dagli Almoravidi provenienti dalla penisola iberica.